# План «Вайс»

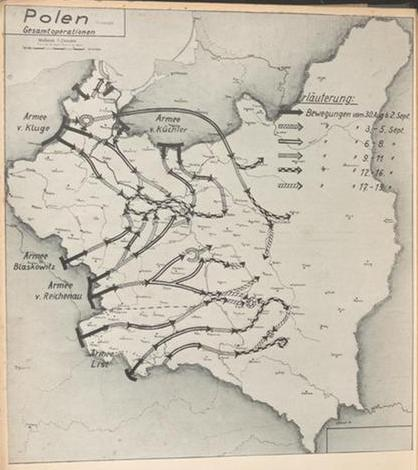
План німецького вторгнення в Польщу

План «Вайс» (нім. Fall Weiß — Білий план) — план вторгнення Німеччини в Польщу у вересні 1939 року. План розроблявся у квітні — червні 1939 року, реалізований з початком вторгнення в Польщу 1 вересня 1939 року.

## Концепція дій
План припускав вести стрімкий наступ проти Польщі максимальними силами за рахунок ослаблення військ, що прикривають кордон з Францією та країнами Бенілюксу. Швидкий наступ на Сході і вирішальні успіхи на цьому напрямку повинні були проявитися раніше, ніж союзники подолають укріплення вздовж французького кордону на «лінії Зігфріда» і вийдуть до Рейну. Німецьке командування виходило з концепції бліцкригу — раптовим вторгненням на польську територію і за два тижні повністю знищити польську армію.
У операції передбачалося застосування мобільних танкових і моторизованих з'єднань, об'єднаних у танкові армії та корпуси. ОКХ відмовилося від використання танків для посилення піхотних дивізій — майже вся броньована техніка була зосереджена в п'яти моторизовани корпусах:  14-му,  15-му,  16-му,  19-му і  гірському (18-му). Згідно з планом, ці з'єднання повинні були знайти слабкі місця в обороні супротивника, подолати їх і вийти на оперативний простір, виграючи на флангах польських армій. Надалі передбачалося рішучий бій на оточення і знищення, причому  піхотні корпуси повинні були діяти проти фронту, а мобільні частини — атакувати його з тилу.
Німецьке командування розуміло, що ця концепція не використовувалася на практиці і тому передбачити результат неможливо. У зв'язку з цим, 10-та танкова дивізія (Третій Рейх) була виведена зі складу  19-го моторизованого корпусу і підпорядкована  групі армій  «Північ» .

## Загальні положення
Передбачав 3 сторони нападу.
- Головна атака з території Німеччини через західний кордон Польщі.
- Атака з півночі зі  Східної Пруссії.
- Атака німецьких і  союзних словацьких військ ( Словацьке вторгнення у Польщу (1939)).

Всі три напрямки атаки сходилися в районі  Варшави, де планувалося оточити і знищити польську армію на захід від  Вісли.
 Група армій «Південь»  мала мету наступати з території  Сілезії  і  Моравії  в  напрямку на  Варшаву  , вийти до   Вісли  і, зімкнувшись з  групою армій "Північ", спільно знищити залишки польських військ в західній Польщі. Головна роль відводилася  10-й армії, яка здійснює удари в напрямку Варшави і виходить до Вісли на ділянці між гирлами річок Бзура і  Вепш.  8-ма армія  , що розташовувалася північніше  , повинна була наступати на Лодзь і прикрити північний фланг 10-ї армії.  14-та армія  , що базувалася на південь від 10-й ( в основному в Моравії ), повинна була взяти  Краків , захопити переправи на річці Дунаєць і далі наступати на  Сандомир , підтримуючи  наступ і не дозволяючи польській армії створювати укріплень на річках.
Завданням  групи армій «Північ»  було наступ з території  Померанії   і  Східної Пруссії  (  3-тя армія ) в загальному напрямку на Варшаву і, зімкнувшись з  групою армій «Південь» , спільно знищити залишки польських військ на північ Вісли. 4-та армія повинна була у взаємодіях із західними частинами 3-ї армії зайняти лівий берег Вісли в районі  Хелмно  і наступати в південно-східному напрямку на Варшаву. 3-й армії належало виступати зі Східної Пруссії і діяти на північ від річки  Нарев  , далі наступ на Варшаву і  Седльце .
Командувачі протиборчих сторін — Вальтер фон Браухіч (Німеччина), Едвард Ридз-Сміглий (Польща).